# THSE-Szabadkikötő
O Tintahalak Sportegyesület Szabadkikötő é um clube de futebol profissional com sede em Sashalom, Budapeste, Hungria, que compete no Nemzeti Bajnokság III, o terceiro nível do futebol húngaro.

## História
O THSE Sashalom vai competir no Nemzeti Bajnokság III de 2017 a 2018.
Em 12 de agosto de 2017, Sashalom venceu o Csepel FC 2–1 no Béke téri Stadion, Csepel, Budapeste, na primeira jornada da temporada Nemzeti Bajnokság III de 2017 a 2018.

## Honras
- Blasz I:
  - Vencedor (1): 2016–17